# Josip Gostič
Josip Gostič (Stara Loka, 5. ožujka 1900. – Ljubljana, 25. prosinca 1963.), operni pjevač.
Studirao je u Ljubljani i Beču. Od 1937. kao tenor bio je prvak Opere HNK u Zagrebu, zatim član Bečke državne opere, a potom opet u Zagrebu. Gostovao je u milanskoj Scali, pariškoj Grand Operi, Velikoj Britaniji i dr. Na Salzburškim svečanim igrama 1952. tumačio je glavnu ulogu Midasa na praizvedbi opere "Ljubav Danaje" Richarda Straussa. Ostvario je gotovo cjelokupan repertoar spinto i dramskih uloga, a među najvažnijim su Verdijevi likovi Radames ("Aida"), Manrico ("Trubadur") i Otello, Wagnerovi Lohengrin i Parsifal, Bizetov Don Jose ("Carmen"), te Porin Vatroslava Lisinskog i Gotovčev Ero.